# Anorrhinus tickelli
El cálao pardo de Tickell (Anorrhinus tickelli) es una especie de ave bucerotiforme de la familia Bucerotidae presente en los bosques de Birmania y Tailandia. Su nombre es un homenaje al ornitólogo Samuel Tickell. No se reconocen subespecies.